# اچ‌ام‌اس گورخا (اف۱۲۲)
اچ‌ام‌اس گورخا (اف۱۲۲) (به انگلیسی: HMS Gurkha (F122)) یک کشتی بود. این کشتی در سال ۱۹۶۰ ساخته شد.